# Corberan d'Alet
Corberan de Alet (nacido en fecha indeterminada en el Reino de Navarra - Tiras, Anatolia, 1304), también llamado Corberan Dalet, Corberan de Lehet o Corberan Delet, fue un militar y senescal de la Gran Compañía Catalana.
Bajo el mando de Roger de Flor, en el año 1303 llegó a Constantinopla. Durante las campañas militares de ese año y el siguiente comandó la infantería. Tras dejar el botín y una pequeña guarnición de almogávares en Magnesia, las tropas de Roger de Flor llegaron a la ciudad de Nif, recibiendo allí la petición de auxilio de dos habitantes de Tira. En efecto, las tropas otomanas supervivientes de la batalla de Aulax unidas a las del Emirato de Menteşe-oğhlu habían comenzado un ataque conjunto sobre la ciudad. Roger de Flor apartó entonces a la mitad de sus tropas y ordenó a la otra mitad que regresase a Magnesia del Sipilos. Las tropas a las órdenes de Roger de Flor iniciaron una marcha a gran velocidad llegando a las murallas de Tira en plena noche, desde donde entraron en la ciudad sin que los turcos descubrieran su presencia. La denominada batalla de Tira comenzó a la mañana siguiente, cuando los turcos se agruparon en una llanura cercana a la ciudad para preparar el asalto, confiados en encontrar en Tira sólo una pequeña guarnición de soldados griegos.
Ya dentro de Tira, Roger de Flor ordenó a su senescal Corberan d'Alet que preparase un destacamento formado por 200 hombres a caballo y 2000 almogávares. Cuando los turcos se aproximaron a las murallas, las tropas acaudilladas por Corberan d'Alet salieron violentamente de la ciudad y embistieron a las aterrorizadas tropas otomanas, que en poco tiempo sufrieron la pérdida de 700 hombres a caballo y de aún más soldados de infantería. Presos del pánico, el resto de los turcos a caballo emprendieron la huida hacia las montañas mientras eran perseguidos por la caballería almogávar.
Corberan d'Alet decidió mantener la persecución contra los turcos en retirada cuando estos comenzaron a trepar por las montañas, para lo cual ordenó desmontar a sus caballeros y proseguir la ascensión. En respuesta, los turcos hostigaron a los almogávares lanzando piedras y disparando flechas, una de las cuales dio muerte a Corberan d'Alet impactando en su cabeza, pues justo en aquel momento se había quitado su casco. Las tropas almogávares, conmocionadas por la muerte del senescal de la Compañía, interrumpieron la persecución y se replegaron a Tira portando el cadáver de Corberan d'Alet, permitiendo así la huida de los turcos supervivientes.
Cuando las tropas volvieron a Tira, informaron inmediatamente a Roger de Flor de la muerte de su senescal, ordenando aquel que Corberan d'Alet fuese enterrado con todos los honores en la Iglesia de San Jorge, situada a dos leguas de la ciudad de Tira, y que su sepulcro fuese bellamente decorado. Fue enterrado junto a 10 caballeros más caídos en la misma batalla. La Compañía permaneció acantonada ocho días más en Tira.